# Epiactis ritteri
Epiactis ritteri is een zeeanemonensoort uit de familie Actiniidae. De anemoon komt uit het geslacht Epiactis. Epiactis ritteri werd in 1902 voor het eerst wetenschappelijk beschreven door Torrey. 